# Vladimir Aleksandrovitch Pozner
Pour les articles homonymes, voir Vladimir Pozner.
Vladimir Alexandrovitch Pozner (1908-1975) est un juif d'origine russe, émigré aux États-Unis. Durant la Seconde Guerre mondiale, il espionne pour le compte du NKVD alors qu’il est employé par le gouvernement américain.

## Biographie
La famille Pozner fuit la République socialiste fédérative soviétique de Russie après la Révolution d'Octobre, et Vladimir Pozner devient un sympathisant communiste pendant son séjour en Europe. Il est ingénieur en chef de la branche européenne de la Metro-Goldwyn-Mayer (MGM) à Paris en 1938. En 1943, il dirige la section russe du Département du film, pour le compte du Département de la Guerre des États-Unis. Pozner était un contact régulier de Louise Bransten.
Le nom de couverture de Vladimir Pozner, « Plato », est identifié par la NSA/FBI grâce au projet Venona. Lui et sa famille migrent ensuite à Berlin-Est, et plus tard à Moscou au début des années 1950.
Le fils de Pozner, Vladimir Vladimirovitch Pozner, est le porte-parole  à l’international des agences soviétiques, et, après la chute de l’Union soviétique, se fait connaître aux États-Unis, sous le nom de Vladimir Posner (après avoir anglicisé son nom), en tant que journaliste indépendant.